# Środkowosyberyjski Rezerwat Biosfery
Środkowosyberyjski Rezerwat Biosfery (ros. Государственный природный биосферный заповедник «Центральносибирский») – ścisły rezerwat przyrody (zapowiednik) w Kraju Krasnojarskim w Rosji. Znajduje się w rejonach turuchańskim i ewenkijskim, a jego obszar wynosi 10 198,99 km². Rezerwat został utworzony dekretem rządu Rosyjskiej Federacyjnej Socjalistycznej Republiki Radzieckiej z dnia 9 stycznia 1985 roku. W 1987 roku otrzymał status rezerwatu biosfery UNESCO.  Dyrekcja rezerwatu znajduje się w miejscowości Bor.

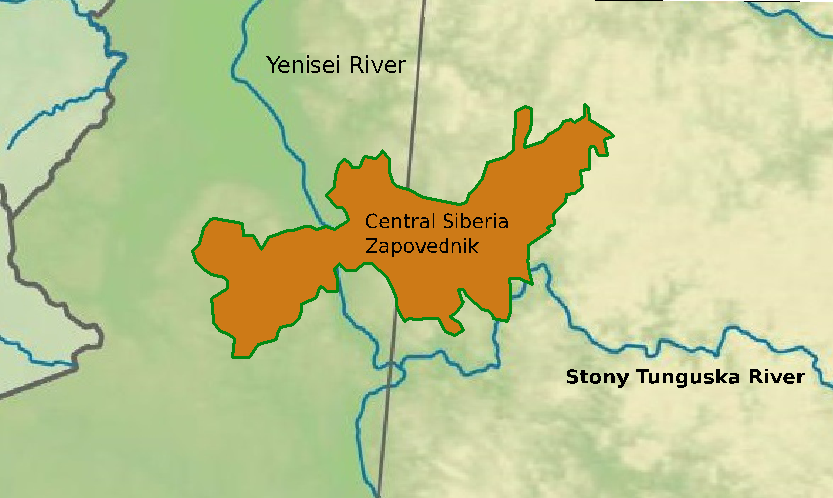
Mapa rezerwatu

## Opis
Rezerwat znajduje się na Wyżynie Środkowosyberyjskiej oraz w dolinie środkowego biegu Jeniseju, a także obejmuje niewielki obszar doliny rzeki Podkamiennej Tunguzkiej. Główną rzeką rezerwatu jest Jenisej. Inne większe rzeki to m.in. Bachta i Podkamienna Tunguzka. Tereny wokół rzek zajmują bagna i torfowiska.
Klimat kontynentalny. Średnia temperatura w styczniu wynosi około -30 ºC, w lipcu +16 ºC.

## Flora
Tajga zajmuje 93% powierzchni rezerwatu. Najbardziej charakterystycznymi drzewami iglastymi są sosna syberyjska, jodła syberyjska, modrzew syberyjski, świerk syberyjski i sosna zwyczajna. Występuje tu ponad 500 gatunków roślin naczyniowych.

## Fauna
Fauna ssaków jest typowa dla tajgi. Żyje tu ich 48 gatunków. Są to m.in. niedźwiedź syberyjski (podgatunek niedźwiedzia brunatnego), soból tajgowy, łasica syberyjska, łoś euroazjatycki, renifer tundrowy, piżmowiec syberyjski, szczekuszka północna, borsuk azjatycki, wilk syberyjski.  
W rezerwacie można spotkać 274 gatunki ptaków, m.in. świergotki tajgowe, czarnogłówki, świstunki złotawe, orzechówki zwyczajne, jarząbki zwyczajne, głuszce czarnodziobe, bieliki, białozory, sokoły wędrowne.
W wodach rezerwatu występują 34 gatunki ryb, m.in. jesiotry syberyjskie, lipienie syberyjskie, tajmienie, lenoki, szczupaki pospolite.